# IHK Regensburg für Oberpfalz / Kelheim

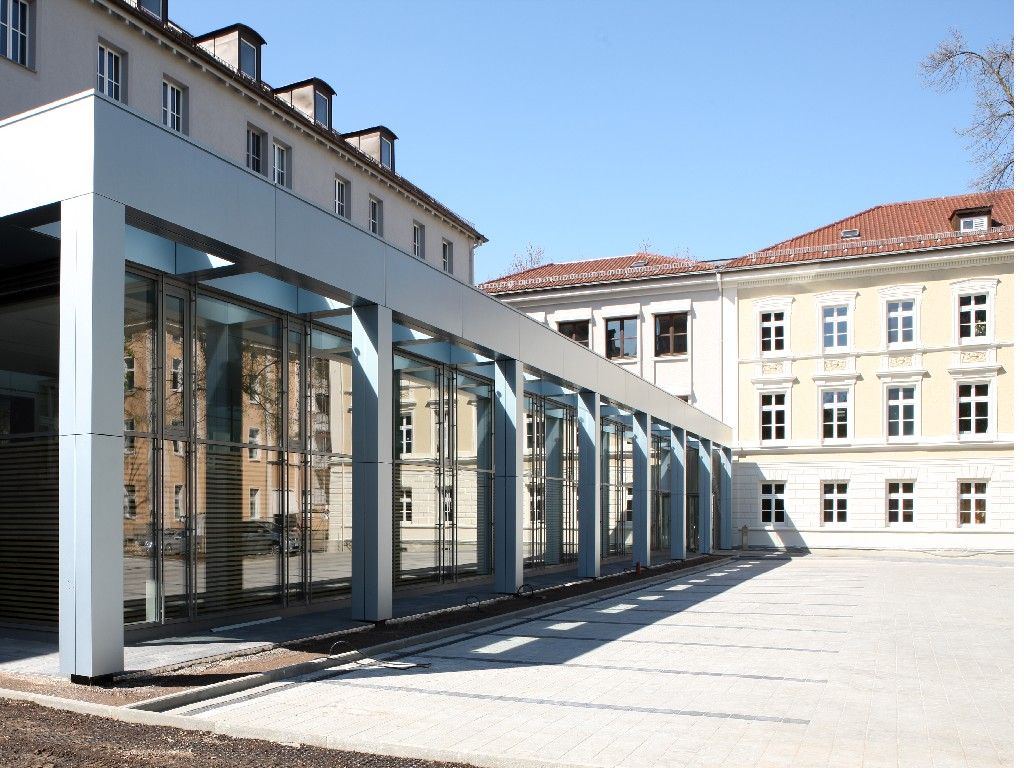
IHK Regensburg

Die IHK Regensburg für Oberpfalz / Kelheim, kurz IHK Regensburg, ist die Industrie- und Handelskammer für die Oberpfalz und den niederbayerischen Landkreis Kelheim.
Sie vertritt 85.000 Mitgliedsunternehmen und hat rund 150 hauptamtliche Mitarbeiter. Die IHK gibt der Wirtschaft in der Region eine Stimme.

## Sitz
Der Sitz befindet sich im Zentrum von Regensburg. In der Region ist die IHK Regensburg mit Geschäftsstellen in Amberg, Cham, Abensberg, Neumarkt, Wackersdorf und Weiden vertreten.
Zudem befindet sich in der tschechischen Stadt Pilsen ein gemeinsames Regionalbüro der IHK Regensburg und der AHK Tschechien.

## Struktur
An der Spitze der IHK Regensburg steht die Vollversammlung mit 82 Mitgliedern. Sie besteht aus Unternehmern der Region und wird alle fünf Jahre von den IHK-Mitgliedern gewählt. Die Vollversammlung wählt aus ihrer Mitte ein aus sechs Mitgliedern bestehendes Präsidium inklusive Präsident, bestellt den Hauptgeschäftsführer und beschließt die Finanzen.
Die IHK Regensburg wird durch den Präsidenten Michael Matt und den Hauptgeschäftsführer Jürgen Helmes vertreten.
Neben der Vollversammlung verfügt die IHK Regensburg über sieben regionale IHK-Gremien: Amberg-Sulzbach, Cham, Kelheim, Neumarkt i.d.OPf., Nordoberpfalz, Regensburg und Schwandorf. Diese Stützpunkte vor Ort setzen sich für regionale Themen wie zum Beispiel Verkehrsanbindungen, Stadtmarketing oder Entscheidungs- und Planungsprozesse ein.
Darüber hinaus bestehen Fachausschüsse, Arbeitskreise und die Wirtschaftsjunioren.

## Aufgaben
Die inhaltliche Arbeit der IHK Regensburg gliedert sich in die Geschäftsfelder 
- Standortpolitik,
- Starthilfe und Unternehmensförderung,
- Aus- und Weiterbildung,
- Innovation und Umwelt,
- International sowie Recht und
- Fair Play.

## Geschichte

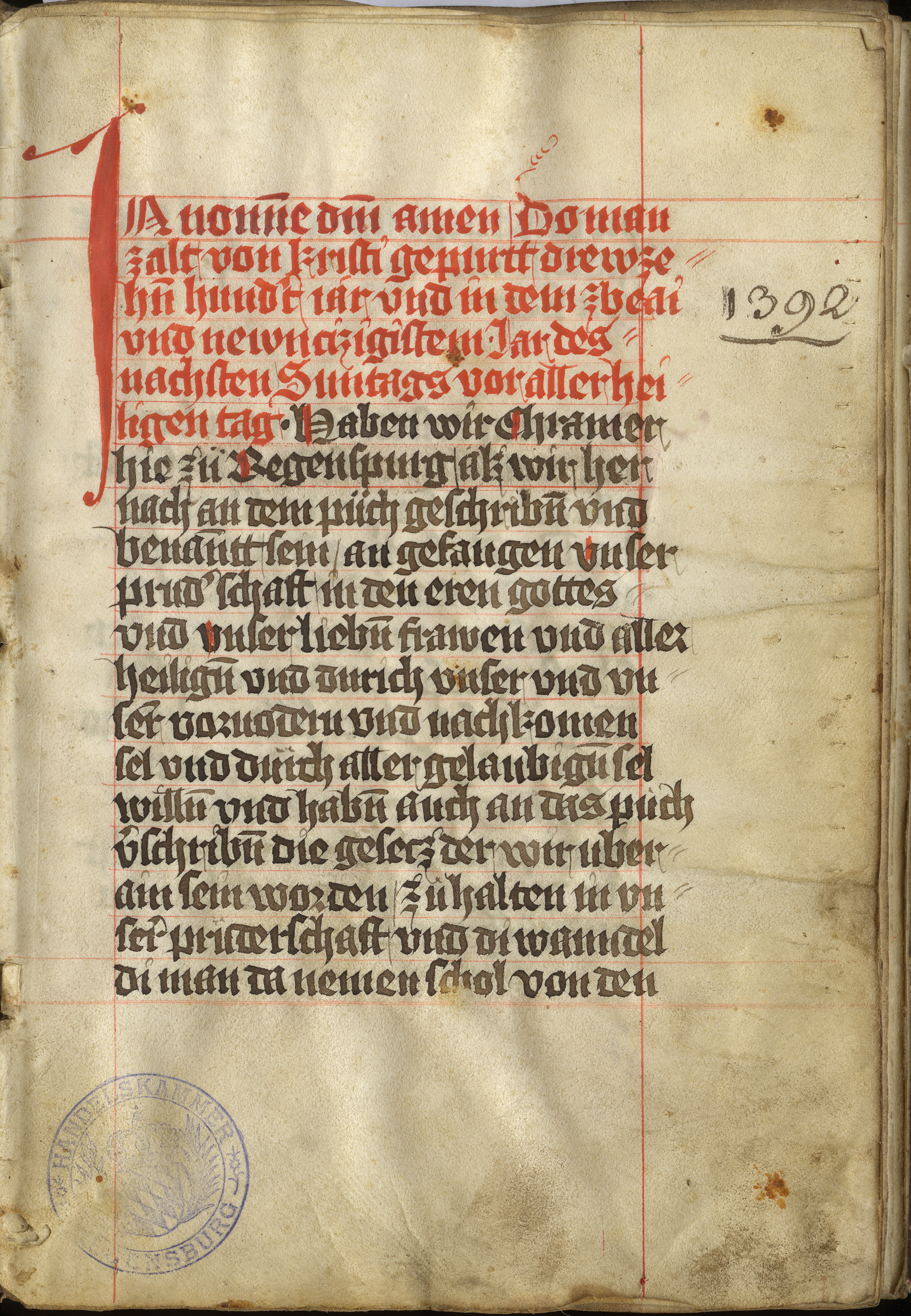
Satzung der Regensburger Kramerbruderschaft aus dem Jahre 1392

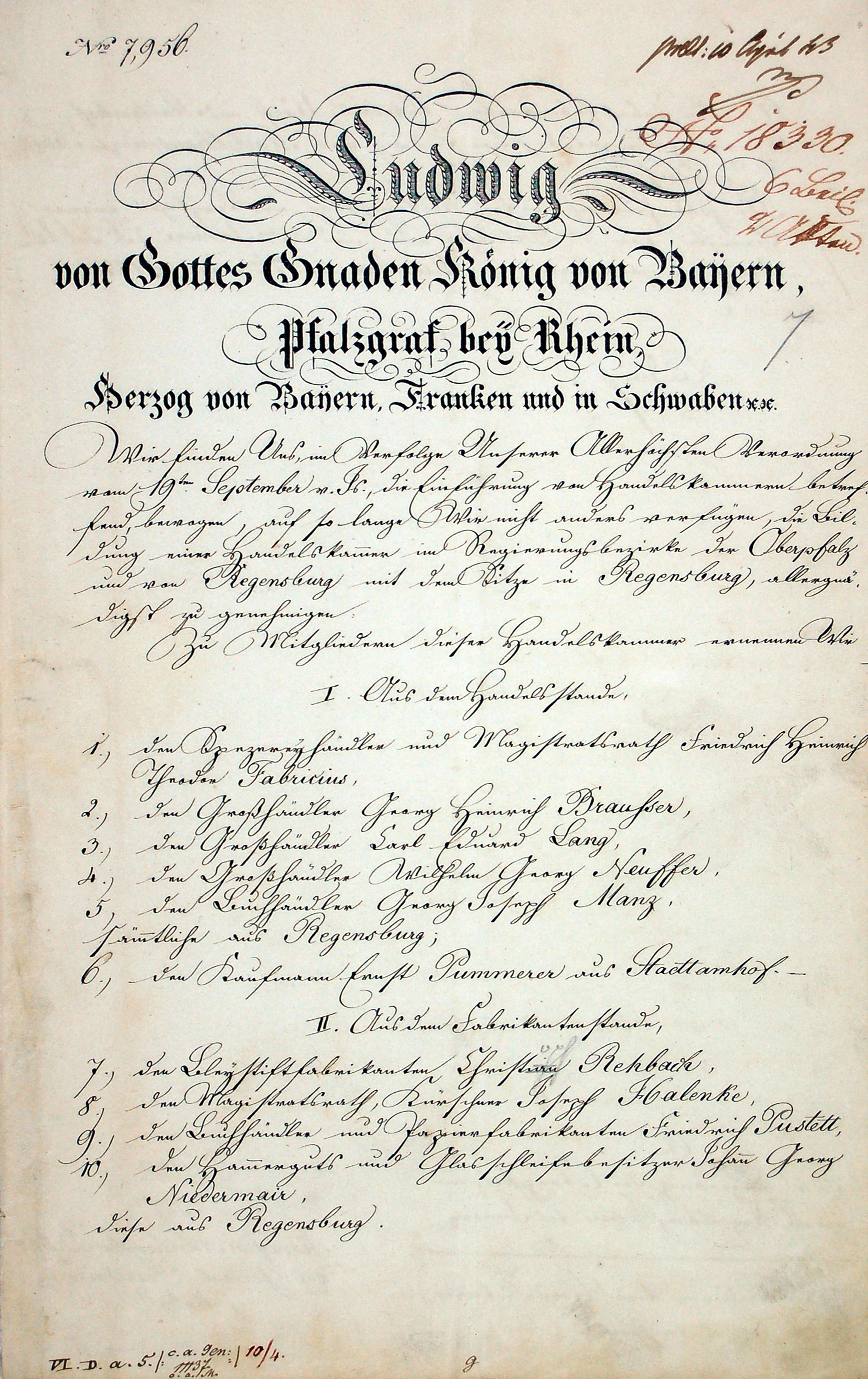
Gründung der Handelskammer Regensburg durch König Ludwig I von Bayern

Die Industrie- und Handelskammer Regensburg wurde im Jahr 1843  gegründet, ihre Wurzeln reichen bis an den Anfang des 14. Jahrhunderts zurück. 1311 schlossen sich die Regensburger Einzelhändler, die „Kramer“, zu einer Bruderschaft zusammen. Die älteste noch existierende Satzung der Kramerbruderschaft von 1392 regelte die allgemeine Geschäftsordnung, die Beitragspflicht und forderte vor allem von ihren Mitgliedern ein moralisches Verhalten. Das Original dieser ältesten Zunftordnung der Stadt befindet sich im Archiv der IHK Regensburg.
1184 gab es in Regensburg das Amt der Hansgrafen. Im Jahre 1811 bildete sich aus der Nachfolgeorganisation, dem Hansgericht, eine eigene Organisation für den Großhandel, die 1826 mit der Kramerinnung zum „Gremium des gesamten Handelsstandes“ verschmolz. Im Laufe der vorausgehenden Jahrhunderte entwickelte sich die Kramerbruderschaft zu einem halboffiziellen Organ der Kleinhändler und unterstützte das städtische Hansgrafenamt als Gutachter und Sachverständiger. Dabei verwandelte sich die mittelalterliche Bruderschaft immer mehr in eine wirtschaftliche Interessenvertretung. Der Schutz der Mitglieder vor der Konkurrenz trat in den Vordergrund, und der Name „Kramerinnung“ löste die Bezeichnung „Bruderschaft“ ab.
Nachdem König Ludwig I. von Bayern 1842 erlaubt hatte, in bestimmten Städten und Bezirken Handelskammern zu errichten, genehmigte er am 7. April 1843 eine Handelskammer in Regensburg als neue Vertretung des Handels, der Gewerbetreibenden und der Fabrikanten. Er ernannte selbst bedeutende einheimische Kaufleute und Fabrikanten als Gründungsmitglieder. Erster Vorsitzender war der Spezerei-Händler und Magistratsrat Friedrich Heinrich Theodor Fabricius.
1850 bestimmte König Maximilian II., dass die Kammern aus drei selbstständigen Abteilungen bestehen sollen – dem Gewerberat für das Handwerk, dem Handelsrat und dem Fabrikrat. 1851 wurden ein Gewerbe- und Handelsrat in Amberg und ein Handels- und Fabrikrat in Weiden errichtet. In den darauf folgenden Jahren entstanden Gewerbe- und Handelsräte in Neumarkt und Sulzbach.
Nach der Einführung der Gewerbefreiheit wurden 1868 alle bisherigen Gewerbevereine, Innungen und Zünfte aufgelöst und die Handelskammer Regensburg zur Nachfolgerin des Gremiums des gesamten Handelsstandes ernannt.

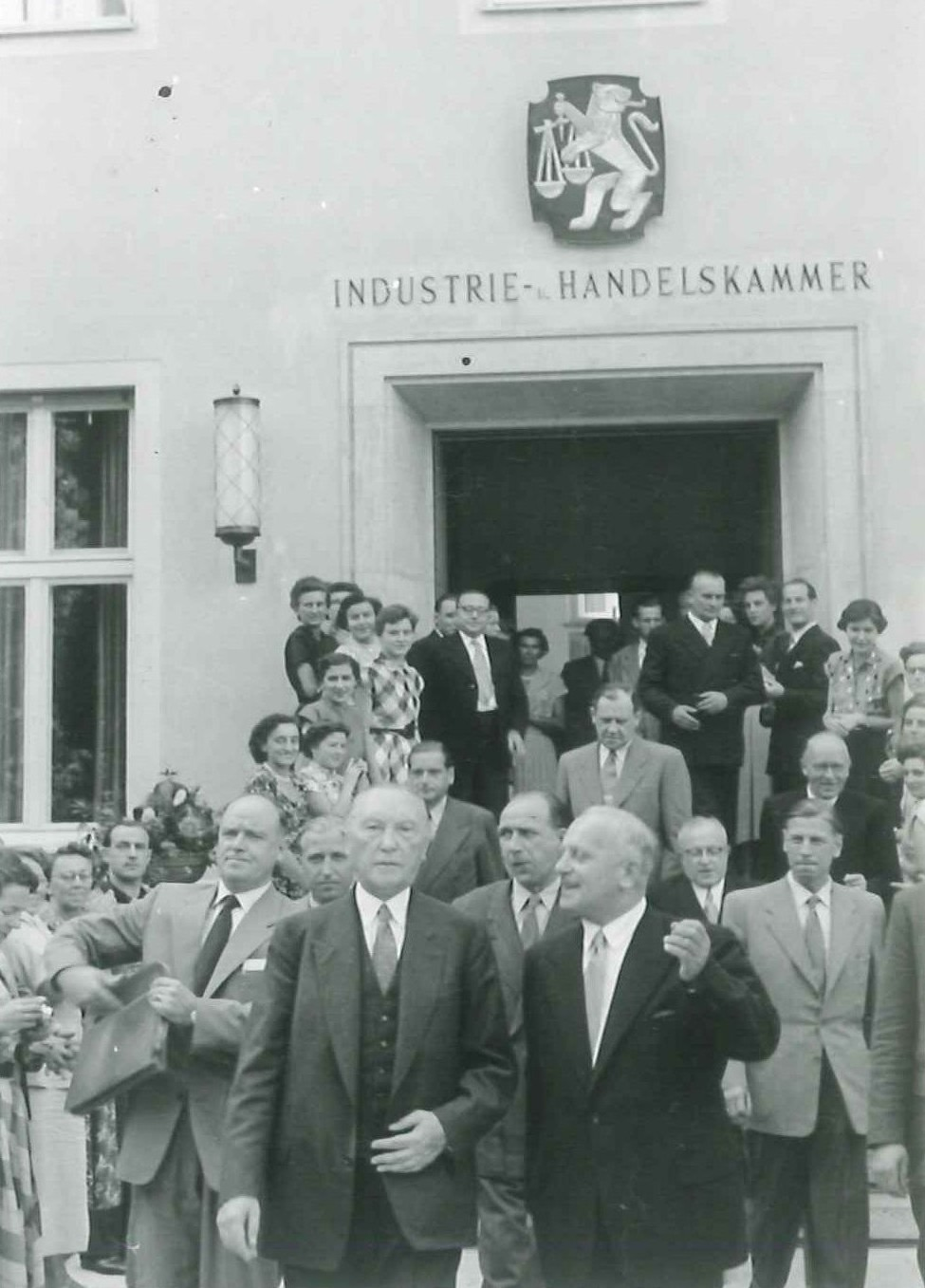
Konrad Adenauer als Ehrengast bei der Einweihungsfeier 1953

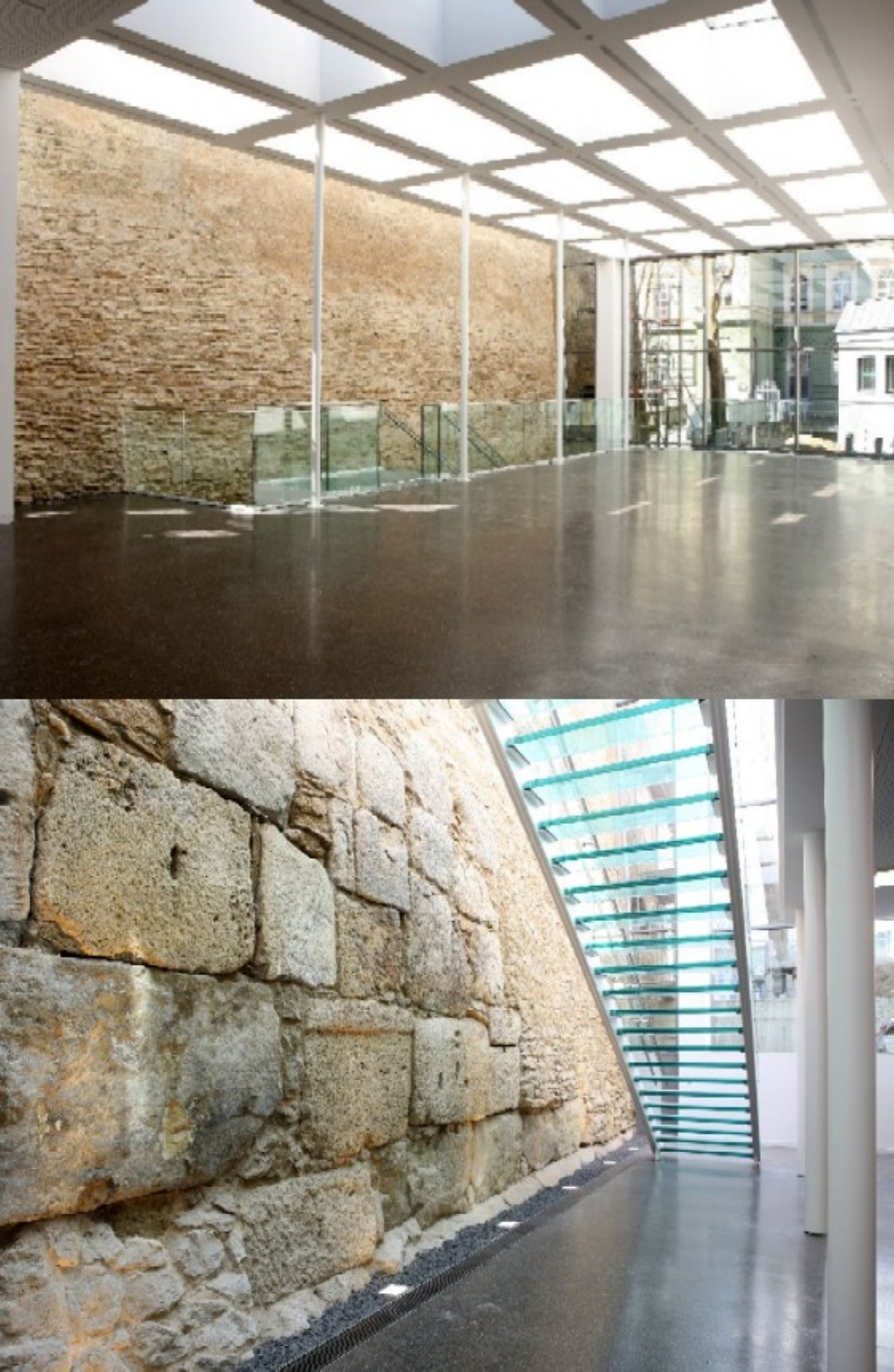
"Römerhof" im Servicecenter der IHK Regensburg: Überreste des römischen Kastells Castra Regina

In der Handelskammerverordnung von 1908 wurden Aufgaben der Kammern um Bereiche wie Berufsausbildung und dem Handelsverkehr dienenden Bescheinigungen erweitert. Der IHK Regensburg wurden die Rechte einer juristischen Person verliehen und sie wurde zur Vertretung von Handel und Industrie berufen. Im Jahre 1926 erhielten Bayerische Handelskammern die Bezeichnung „Industrie- und Handelskammer“. Präsidenten in dieser Zeit waren Georg von Christlieb, gefolgt von  Ludwig von Donle.
In den Jahren 1933 bis 1945 wurde die IHK Regensburg als Vertreterin wirtschaftlicher Selbstverwaltung nach und nach aufgelöst. Nach Ende der Kriegshandlungen fanden sich  Unternehmer und frühere Vertreter der IHK zusammen, um über die wirtschaftliche Lage in der Oberpfalz zu beraten. Am 25. Oktober 1945 wurde die IHK Regensburg neu konstituiert; die Vollversammlung tagte erstmals am 16. Februar 1949. Von 1950 bis 1965 bekleidete Wilhelm Seltmann das Amt des Präsidenten der IHK Regensburg. 1951 beschloss die IHK, in Regensburg einen Neubau zu errichten. Am 12. August 1953 wurde das neue IHK-Gebäude eingeweiht, das in der Martin-Luther-Straße auf den Grundmauern der ehemaligen „Schwarzhaupt-Villa“ gebaut wurde. Zu den Ehrengästen der Feier gehörte der  Bundeskanzler Konrad Adenauer.
In den 1980er Jahren wurden Weiterbildungszentren in Regensburg und Weiden eröffnet, gefolgt von einem Kooperationsbüro in Pilsen im Jahr 1991 und einer Geschäftsstelle in Cham im Jahr 2000. Ende 2007 eröffnete die IHK ein Servicecenter in Neumarkt.
Am 9. Mai 2008 erfolgte die Einweihung eines neuen Servicecenters in Regensburg. Dabei wurden Reste der alten Römer- und Stadtmauer im „Römerhof“ des Gebäudes in das Bauwerk integriert.
2018 feierte die IHK Regensburg für Oberpfalz / Kelheim ihr 175-jähriges Bestehen.

## Personen

### Vorstände und Präsidenten
| Zeitraum  | Amtsinhaber |
| --------- | --- |
| 1843–1844 | Friedrich Heinrich Theodor Fabricius (1788–1846), Musikalienhändler und Musiklehrer, Land- und Magistratsrat              |
| 1844      | Christoph Friedrich Braunold (1794–1853), Großhändler                                                                     |
| 1844–1862 | Georg Heinrich Brauser (1800–1878), Großhändler, Magistrats- und Handelsrat, Beisitzer der Wechsel- und Merkantilgerichte |
| 1863      | Friedrich Anton Theodor Rümmelein († 1881), Großhändler                                                                   |
| 1864–1865 | Johann Christoph Rehbach (1805–1884), Bleistiftfabrikant, Großhändler und Magistratsrat                                   |
| 1866–1869 | Friedrich Georg Joseph Fikentscher (1810–1879), Zuckerfabrikant                                                           |
| 1870      | Georg(e) Friedrich Neuffer (1819–1893), Großhändler, Guts- und Fabrikbesitzer, kgl. Kommerzienrat                         |
| 1871–1872 | Georg(e) Bezold, Spezereihändler                                                                                          |
| 1873–1885 | Friedrich Hendschel (1833–1887), Bleistiftfabrikant und Magistratsrat, kgl. Kommerzienrat                                 |
| 1886–1890 | Paul Joseph Laux, Großhändler                                                                                             |
| 1890–1901 | Carl Brauser, Großhändler                                                                                                 |
| 1901–1908 | Friedrich Pauer, Lederfabrikant und kgl. Kommerzienrat                                                                    |
| 1909–1918 | Georg von Christlieb, Geh. Kommerzienrat und Tabakfabrikant                                                               |
| 1919      | Wilhelm Laux, Großhändler und Kommerzienrat                                                                               |
| 1919–1933 | Ludwig von Donle (1869–1942), Schiffahrtsgeneraldirektor                                                                  |
| 1933–1935 | Fritz Weidinger, Kohlengroßhändler                                                                                        |
| 1935–1945 | Arthur Knab (1893–19??), Bauunternehmer                                                                                   |
| 1945      | Georg Otto Christlieb (1886–1958), Tabakfabrikant                                                                         |
| 1945–1946 | Fritz Günther, Lederfabrikant                                                                                             |
| 1946–1950 | Carl Lanz, Speditionsunternehmer                                                                                          |
| 1950–1965 | Wilhelm Seltmann (1895–1967), Porzellanfabrikant                                                                          |
| 1965–1974 | Hugo Riepl (1911–1974), Bauunternehmer                                                                                    |
| 1974–1986 | Willy Lersch (1914–2006), Keramikunternehmer                                                                              |
| 1986–2003 | Helmut Heene (* 1936), Speditionsunternehmer                                                                              |
| 2003–2013 | Peter Esser (* 1957), Verleger                                                                                            |
| 2013–2018 | Gerhard Witzany (* 1947), Chemieunternehmer                                                                               |
| 2018–     | Michael Matt (* 1959), Unternehmer; Augenoptik, Akustik                                                                   |

Von 2013 bis 2021 amtierte der vormalige IHK-Präsident Peter Esser als Vizepräsident des Deutschen Industrie- und Handelskammertags (DIHK), heute die Deutsche Industrie- und Handelskammer.
Seit 25. Juli 2018 ist Michael Matt, Geschäftsführer der Optik Matt GmbH & Co. KG in Regensburg, Präsident der IHK Regensburg.